# Poppers
Pour les articles homonymes, voir Popper.
 (mai 2013).
Les poppers (parfois dénommés « pop », « pops » ou « poppy », « poppy poper ») sont des substances vasodilatatrices (c'est-à-dire qui dilatent les vaisseaux sanguins) lorsqu'elles sont inhalées.
D'abord utilisés pour traiter des maladies cardiaques telles que l'angine de poitrine, ils ont été à partir des années 1970 détournés pour des usages dits récréatifs et psychosexuels ; le médicament avait pour effets secondaires de susciter un léger sentiment d'euphorie ou de relaxation et était réputé pouvoir exacerber ou retrouver ou prolonger le désir sexuel et la sensualité. Selon Lowry (1982), les poppers sont présents dans la culture gay depuis les années 1970 ; mais leur commerce et leur usage comme drogues récréatives à usage sexuel a profité du développement de l'Internet. Cet usage s'est principalement développé chez les homosexuels, et autres. Le popper ayant alors vocation, lors de rapports sexuels, à « faciliter les relations sexuelles anales réceptives » (26 à 46 % des hommes homosexuels l'utilisent ou l'ont essayé dans ce but selon les chercheurs Brown et al. (2019), car pouvant « soulager la douleur, améliorer le plaisir et faciliter la pénétration lors des rapports sexuels. ».
Ils sont parfois aussi utilisés récréativement et en groupe (comme le protoxyde d'azote) mais pas en premier choix.
Ce sont des liquides volatils riches en nitrites d'alkyle (dont des nitrites de butyle, le nitrite d'isopropyle ou de pentyle), généralement contenus dans un flacon de 8 à 40 ml, très inflammable. Ils sont hautement toxiques si avalés, et un contact direct cause des lésions à la peau ou aux muqueuses.
Leur nom vient du fait qu'ils étaient autrefois conservés dans des ampoules qui produisaient à l’ouverture un bruit (pop).
On les classe aussi parmi les dépresseurs, à cause des effets de relâchement des muscles lisses qu’ils provoquent.
Leur composition chimique a changé (ex : en 2006 au Royaume-Uni) ;  le nitrite d'isobutyle a été remplacé par le nitrite d'isopropyle (541-42-4 (CH3)2CHONO) comme composé actif, car le premier a été classé cancérogène du groupe 2, mais depuis les années 2010 des études laissent penser que son remplaçant pourrait être au moins aussi nocif ou cancérigène que son prédécesseur, et les médecins constatent un nombre croissant de lésions internes de l'œil (maculopathie, se traduisant par une perte de vision centrale, parfois après la première utilisation, sans que l'on sache si cela est dû à un usage plus fréquent, à une meilleure détection ou à des synergies entre poppers ou avec d'autres produits de notre environnement. En 2017, « à l'exception de l'arrêt de l'utilisation, il n'y a pas de traitement pour les lésions rétiniennes liées au popper ».

## Histoire
En 1844, le chimiste français Antoine-Jérôme Balard synthétise le nitrite d'amyle.
En 1867, l’Écossais Thomas Lauder Brunton découvre l’intérêt cardiologique du nitrite d’amyle : levée des spasmes coronariens chez l’angineux. Il sera par la suite remplacé par d’autres dérivés nitrés, dont la trinitrine. 
Dès les années 1970, les poppers circulent dans les milieux homosexuels masculins pour leurs effets sur la sexualité : augmentation de la durée de l’érection, amplification des contractions orgasmiques, retard de l’éjaculation, détente des muscles lisses involontaires des sphincter dont ceux de la gorge, de l'anus, et du vagin ce qui facilite momentanément la pénétration anale,.
Il est d'abord associé à la culture gay. Selon le Dr Lucy Robinson, de l'université du Sussex : « Si on suit la bouteille d'amyl (un type de nitrite d'alkyle) à travers l'histoire de la fin du XXe siècle, on retrace l'héritage de la culture gay dans la culture populaire du XXe siècle ». Leur utilisation se répand ensuite dans une population plus jeune, qui recherche davantage les effets euphorisants que les effets sur la sexualité.
Les poppers ont aussi fait partie de la culture disco du milieu de la scène disco du milieu des années 1970, puis ont trouvé une nouvelle popularité dans la scène rave des années 1980 et 1990. C'est l'un des ingrédients du Chemsex, un ensemble de pratiques sexuelles extrêmes. Le Chemsex est pratiqué en soirées ou le week-end durant des heures, voire dizaines d'heures, avec consommation de drogues déshinhibitrices, devenant sources de nouvelles dépendances, prises de risque (dont les relations à risques sans préservatif ou le partage de seringues), infections (MST dont hépatites et Sida), overdoses.
En France, en 2010, parmi les personnes âgées de 15 à 64 ans, 5,2 % déclarent avoir déjà consommé du poppers au cours de leur vie, mais seulement 0,7 % l’a fait au cours de l’année (usage actuel). Les hommes sont plus nombreux à avoir expérimenté les poppers (7 % contre 3,5 % des femmes).
Parce que ce sont à la fois des nitrites et des vasodilatateurs, ils sont parfois vendus en ampoules munies d'un « diffuseur » en coton comme antidote contre les intoxications au cyanure[réf. nécessaire].
Depuis des décennies, les poppers sont la source d'un commerce en partie illégal. Dans divers pays, pour se soustraire aux législations sanitaires (certains poppers sont cancérigènes) ou antidrogue, des poppers sont trompeusement étiquetés ou conditionnés comme désodorisants d'intérieur, vernis à cuir ou nettoyants. De faux poppers, éventuellement plus dangereux, peuvent aussi être trouvés sur le marché, dont sous forme de chlorure d'éthyle (parfois qualifié de « Maximum Impact ») vendu en aérosol, alors qu'il n'a pas de lien historique avec les poppers et ne contient pas d'alkylnitrites, au risque de faire croire à des usagers inexpérimentés que des poppers peuvent être inhalés sous forme d'aérosol, ce qui serait hautement dangereux.
Avec le développement de l'Internet, de la publicité en ligne et de l'industrie de la pornographie, le marché des poppers semble s'être récemment étendu à toute l'Asie, alors que dans le monde l'abus de nouvelles substances psychoactives synthétiques a augmenté à un rythme sans précédent. En particulier en Asie où les cannabinoïdes synthétiques (SC), le kratom ou les poppers étaient autrefois rarement utilisés, mais aussi de la Turquie au Japon et à la Corée en passant par la Chine, la Malaisie ou la Thaïlande. Le développement de pratiques de « chemsex », les surdosages, usages chroniques, associations entre produits ou avec de l'alcool, d'autres drogues ou des médicaments psychoactifs préoccupent le monde médical,.

## Chimie/biochimie

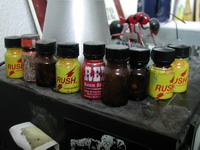
Poppers

Les poppers appartiennent à la famille des nitrites d’alkyle aliphatiques ou cycliques.
Ils se présentaient autrefois surtout sous forme de nitrites d’amyle, et ensuite sous forme de nitrites de butyle, et en Europe sous forme de nitrites d'isopropyle, une molécule non-interdite. Les fabricants adaptent leurs utilisations de différents nitrites organiques pour contourner les législations/interdictions nationales ou internationales, en proposant des poppers destinés à la vente sur le territoire et d'autres destinés à l'exportation uniquement, au gré de l'évolution de la législation.
Synthèse: elle se fait par réaction entre l'acide nitreux produit in situ et l'alcool correspondant. Elle est simple mais dangereuse car hautement exothermique, potentiellement explosive et source de gaz nocifs comme le NOx. Le nitrite de sodium est dissout dans de l'eau. L'alcool d'intérêt est ensuite ajouté (butanol, isobutanol, isopropanol, etc.). Un acide est enfin très lentement incorporé, à −12 °C (cette phase est potentiellement dangereuse car très exothermique). Le nitrite se forme rapidement dans la phase supérieure du mélange.
R-OH + HNO2 ⟺ R-ONO + H2O. Les produits se décomposent lentement au repos en oxydes d'azote, eau, alcool et produits de polymérisation de l'aldéhyde.

## Typologie
| Nitrite d'alkyle                                      | Numéro CAS | Formule           | Masse molaire (g/mol) | État physique           | Point d'ébullition | Densité        |
| ----------------------------------------------------- | ---------- | ----------------- | --------------------- | ----------------------- | ------------------ | -------------- |
| Nitrite de cyclohexyle (en)                           | 5156-40-1  | C6H11ONO          | 129,16                | Liquide huileux         | 138,7 °C           |                |
| Nitrite de pentyle (en) (nitrite de n-pentyle)        | 463-04-7   | CH3(CH2)4ONO      | 117,15                | Liquide jaune           | 96 à 99 °C         | 0,872          |
| Nitrite d'amyle (nitrite de 3-méthylbutyle)           | 110-46-3   | (CH3)2CH(CH2)2ONO | 117,15                | Liquide transparent     | 97 à 99 °C         | 0,872          |
| Nitrite de butyle                                     | 544-16-1   | CH3(CH2)3ONO      | 103,12                | Liquide huileux         | 78,2 °C            | 0,9144 (0 °C)  |
| Nitrite d'isobutyle (en) (nitrite de 2-méthylpropyle) | 542-56-3   | (CH3)2CHCH2ONO    | 103,12                | Liquide incolore        | 67 °C              | 0,8702 (20 °C) |
| Nitrite d'isopropyle (nitrite de 1-méthyléthyle)      | 541-42-4   | (CH3)2CHONO       | 89,09                 | Huile claire jaune pâle | 39 °C à 760 mmHg   |                |

## Usage détourné et récréatif

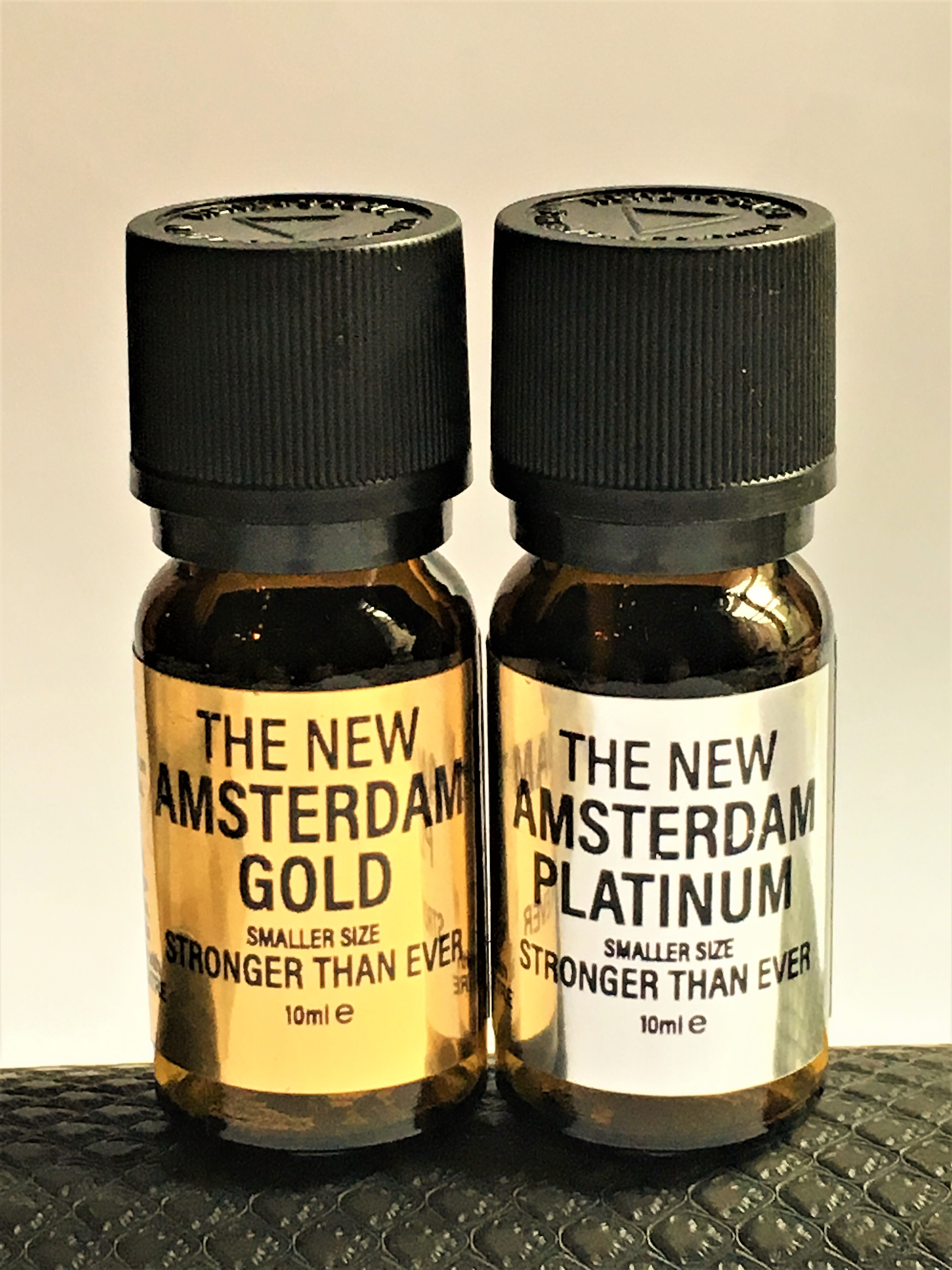
Flacons de poppers.

L'utilisation préconisée et considérée comme sans risque par l'étiquette ou le fabricant est de laisser ouvert le flacon dans une pièce propre, bien aérée et sèche, afin que les vapeurs s'y diffusent et soient inhalées via l’air ambiant. Cependant l’usage récréatif consiste généralement à inhaler directement les vapeurs narine après narine au-dessus de la fiole. L'effet est rapide (quelques secondes) mais ne dure pas longtemps ; au plus long quelques minutes.

### Effets recherchés
Ils sont brefs et fugaces :
- euphorie ;
- sensualité exacerbée ;
- désinhibition ;
- bouffée vertigineuse et stimulante ;
- parfois effet psychédélique suivant le contexte (stimulation des sens) ;
- détente des muscles lisses.

## Risques pour la santé
Généralités :
- pour un usage conforme à l'étiquette, c'est-à-dire inhalation de faibles doses  de nitrites d'alkyle émis dans l'air d'une pièce propre à partir d'un flacon ouvert, le Manuel de diagnostic et de traitement de Merck signale un risque insignifiant associé à l'inhalation[17]. Et en 2007, les recommandations du gouvernement britannique sur la nocivité des nitrites d'alkyle les placent, s'il n'y a pas mésusage du produit, parmi les moins nocifs des drogues dites « récréatives »[18]. Cependant le produit est rarement consommé conformément à ces recommandations ;

- l’association de poppers, source de nitrite permettant la formation de monoxyde d'azote[19], et de Viagra, inhibiteur de la phosphodiestérase de type 5, est contre-indiquée. Les deux produits sont hypotenseurs et peuvent entraîner une chute rapide de tension, un collapsus circulatoire, et des risques cardiaques parfois fatals[6],[20] ;

- chez la femme enceinte, le popper franchit la barrière placentaire ; il a été identifié comme facteur de causalité pour certains syndromes du bébé bleu (méthémoglobinémie)[21] ;

- le produit, très volatil, est inflammable et potentiellement explosif (au contact du feu).

On distingue des effets de court et long termes :

### Toxicité aiguë, effets indésirables à court terme
- Avaler des poppers (plutôt que d'inhaler les vapeurs) peut provoquer une cyanose/méthémoglobinémie, une perte de conscience, un coma et des complications entraînant la mort[7],[22],[23],[24],[25]. L'aspiration accidentelle de nitrites d'amyle ou de butyle peut provoquer une pneumonie lipoïde[26] (au moins 12 cas de morts dues à l'ingestion de poppers ont été signalées par la littérature médicale entre 1997 et 2017, tous attribuées aux nitrites d'alkyle[4]). D'autres effets adverses possibles sont :
- vertiges voire malaises[6] ;
- perte de mémoire à court terme ;
- maux de tête et nausées[6] ;
- irritations des muqueuses, dont les muqueuses nasales ;
- brûlures des muqueuses et de la peau autour des narines et de la bouche en cas de contact direct avec le produit ;
- hyperthermie ;
- vasodilatation[6] ;
- augmentation du rythme cardiaque[6] ;
- baisse de la pression artérielle ;
- augmentation de la pression interne de l’œil (glaucome)[6] ;
- lèvres bleues, teint pâle et ongles violet foncé ;
- méthémoglobinémie, parfois mortelle ;
- une intoxication peut survenir en synergie avec certains médicaments (Bupropion par exemple[27]).

### Toxicité chronique
L’utilisation répétée du poppers peut engendrer à long terme :
- asthme, bronchite (et même à court terme, voire au 1er usage pour les personnes déjà asthmatiques) ;
- une dépression respiratoire ;
- un endommagement des cloisons nasales avec irritation souvent suppurante des muqueuses : dermatose faciale avec formation de croûtes jaunâtres (poppers dermatitis)[6] ;
- hémolyse[6] ;
- une corrélation a été souvent évoquée avec le sarcome de Kaposi, sujette à caution, ainsi : « Parce que le développement de sarcome de Kaposi est largement lié au facteur de croissance endothélial vasculaire et ses récepteurs, le prétendu lien entre l’inhalation de nitrites et Sarcome de Kaposi peut s’expliquer mécaniquement par le biais de la stimulation de l’expression du facteur de croissance endothélial vasculaire par ces substances. »[28],[29] ; c’est-à-dire que le développement de sarcomes est lié au facteur de croissance endothélial vasculaire, et ce dernier est effectivement stimulé par l’usage de poppers, cependant cela ne semble pas suffire à démontrer un véritable lien causal (sous réserve) ;
- dans les études sur les animaux, les poppers se sont révélés être mutagènes et cancérogènes[30] ;
- des troubles ophtalmologiques (cas de maculopathies), de plus en plus fréquents, sont relatés par la littérature médicale[31], avec pertes visuelles dues à une dégradation des cellules photoréceptrices de la rétine[32], réversible[33],[34]. Et des poppers dans lesquels des analyses chimiques poussées n'ont pas trouvé de contaminants externes semblent néanmoins présenter une toxicité pour l'œil et en particulier pour la fovea[4] ;
- dépression passagère de l'immunité par le nitrite d'amyle, notamment en détruisant des lymphocytes T[35], ce qui l'a fait soupçonner d'être un des facteurs du SIDA[36].

Un travail (non revu par des pairs) d'analyse d'une partie de la littérature scientifique sur les poppers par Cameron Schwarz suggère que cette littérature pourrait avoir surestimé les risques induits par les poppers sur la santé, à cause d'un biais d'interprétation, venant du fait que les universitaires peuvent être inconsciemment soumis à des stéréotypes à la fois sur les hommes homosexuels et sur les consommateurs de drogues, à des émotions, une difficulté à prendre en compte le sujet du plaisir ou de certains bénéfices lié aux drogues ou leurs préjugés, ce qui aurait entraîné, selon Schwartz une exagération des risques liés aux poppers au fil du temps.

## Législation

### Législation française
Les poppers contenant des nitrites de butyle ou de pentyle ont été interdits à la vente en France le 26 mars 1990,. Les marques françaises utilisent depuis le nitrite d'isopropyle, à la suite du décret européen de 2007 (Directive 2005/90/EC) interdisant le nitrite de butyle.
Par décret en Conseil d'État du 20 novembre 2007, le Premier ministre François Fillon a interdit la fabrication, l’importation, l’exportation, l’offre, la détention en vue de la vente ou de la distribution à titre gratuit, la mise en vente, la vente et la distribution à titre gratuit des produits de type poppers ne bénéficiant pas d’une autorisation de mise sur le marché. Toutefois, ce décret a été annulé par le Conseil d’État au motif que « le Premier ministre, en l’état des éléments versés au dossier, a adopté une mesure excessive et disproportionnée au regard des risques que représente la commercialisation de ce produit pour la santé et la sécurité des consommateurs ».
Étienne Apaire, président de la Mission interministérielle de lutte contre la drogue et la toxicomanie, annonce, le 29 juin 2011, que les poppers seront prochainement totalement interdits à la vente en France.

Depuis le 7 juillet 2011, les nitrites d'alkyle étaient interdits à l'offre et à la cession en France, par l'article 1er de l'arrêté du 29 juin 2011 « portant application d'une partie de la réglementation des stupéfiants aux produits contenant des nitrites d'alkyle aliphatiques, cycliques ou hétérocycliques et leurs isomères ». Cependant, le 3 juin 2013 le Conseil d’État a annulé le décret en question.

### Législation belge
L'utilisation de poppers en Belgique est autorisée, tandis que sa commercialisation est strictement interdite sur le territoire 

### Législation canadienne
Produit interdit depuis le 11 juillet 2014.

### Législation suisse
Produit légal mais uniquement sur ordonnance et limité à une consommation de 10 ml par mois.

### Législation anglaise
Un projet de loi sur les substances psychoactives devait interdire la production et la vente de poppers au Royaume-Uni à partir d'avril 2016, mais les poppers ont finalement été exemptés de l'interdiction au motif qu'ils ne stimulent ni ne dépriment directement le système nerveux central,.

## Visibilité
- En mai 2015, la série Plus belle la vie sur France 3 et France Ô met en scène un plan à trois avec consommation de poppers, ce qui ne manque pas de choquer certains téléspectateurs[51].
- Dans Hannibal (2001), Hannibal Lecter propose du poppers à Mason Verger[52].